# Clossiana austroneston
Clossiana austroneston är en fjärilsart som beskrevs av Ruggero Verity 1950. Clossiana austroneston ingår i släktet Clossiana och familjen praktfjärilar. Inga underarter finns listade i Catalogue of Life.